# Ваља Фантанеј (Бузау)
Ваља Фантанеј (рум. Valea Fântânei) насеље је у Румунији у округу Бузау у општини Одаиле. Oпштина се налази на надморској висини од 425 m.

## Становништво
Према подацима из 2011. године у насељу је живело 272 становника.